# Паллавичино, Чезаре
Чезаре Паллавичино (итал. Cesare Pallavicino; 1893, Рим — 1976) — итальянский инженер, авиаконструктор, работавший в итальянских фирмах Breda, Caproni, Innocenti.

## Биография
Инженер Паллавичино происходил из знатной семьи, родился в Риме в 1893 году.
В 1922 году получил высшее образование в области авиастроения в Туринском политехническом университете.
В 1927 году поступил на должность инженера-конструктора в фирму Breda, где построил несколько самолётов, таких как Breda Ba.15, Breda Ba.18, Breda Ba.19, Breda Ba.27, Breda Ba.35 и Breda Ba.39.
В 1935 году Паллавичино перешёл в Caproni в качестве главного конструктора, где разработал несколько самолётов, такие как довоенные Caproni AP.1, Caproni Ca.135, Caproni Ca.309, Caproni Ca.311, Caproni Ca.312, Caproni Ca.313, Caproni Ca.314, Caproni Ca.315 и созданные уже во время войны Caproni Ca.355, SABCA S 47, Caproni Ca.335, Caproni Ca.350 и Caproni Ca.380.
После войны перешел в компанию Innocenti, где в 1946 году принял участие в разработке мотороллера Lambretta.
Позже иммигрировал в Аргентину, где принял участие в разработке опытного реактивного истребителя FMA I.Ae. 27 Pulqui, а также являлся главным конструктором опытного штурмовика FMA I.Ae. 30 Ñancú.